# Blake Comeau
Blake Comeau, född 18 februari 1986 i Meadow Lake, Saskatchewan, Kanada, är en kanadensisk professionell ishockeyforward som spelar för Dallas Stars i NHL. 
Han har tidigare spelat på NHL-nivå för Colorado Avalanche, Pittsburgh Penguins, Columbus Blue Jackets, Calgary Flames och New York Islanders och på lägre nivåer för Bridgeport Sound Tigers i AHL och Kelowna Rockets i WHL.
Comeau valdes av New York Islanders i NHL-draften 2006 som 47:e spelare totalt.